# Подобен
Подобен — у візантійському і православному богослужінні — спів на основі мелодійної (мелодико-ритмічної) моделі. Ця модель по-грецьки називається αὐτόμελον, або самоподобен. Спів «на подобен» — універсальний принцип «музичного оформлення» православного богослужіння, що охоплює багато жанрів (форми) — кондаки, тропарі, стихири і т. д.
Підстановка іншого молитвословного тексту під мелодію-модель з оригінальним текстом відповідає загальносвітовим принципам контрафактури. У разі подобена контрафактура, як правило, нейтральна (без навмисної зміни етичного сенсу цілого), але також відомі історичні випадки контрафактури з підвищенням. Така контрафактура відзначалася вже в діяльності знаменитого гімнографа IV століття Єфрема Сирина, який підставляв власні благочестиві тексти під мелодії «єретичних» текстів Бардесана.
У грецькому богослужінні спів на подобен передбачає повторення мелодичного прототипу, а також віршованої метрики тексту-прототипу. Але при перекладі з грецького на церковнослов'янську мову віршована метрика оригінального тексту повністю втрачається.

В результаті віршовані рядки слов'янських подобенів не подібні грецькому оригіналу.
Відмінність полягає не тільки в розподілі наголосів, а й у кількості складів.

Із часом для церковнослов'янських подобенів створили власні правила розспівування мелодій на тексти різної тривалості: було укладено псалмодичні моделі з короткими розспівами в кінці мелодійних рядків, що дозволяло співати на взірець тексти різної силабічної будови та значно полегшувало їх виконання.
Через значний вплив партесного співу поширені мелодії «подобенів» (найчастіше на 4 голоси), що звучать в храмах сучасної Російської православної церкви, мають мало спільного з давньоруським знаменним і, тим більше, з візантійським розспівами.